# Michèle Mattelart
Michèle Mattelart   (Plérin, 22 de setembre de 1941) és una sociòloga i investigadora dels mitjans de comunicació francesa. A part de la seva carrera acadèmica - durant la qual va publicar destacades obres com La mujer chilena en una nueva sociedad (amb el també sociòleg Armand Mattelart) i Women, Media and Crisis va participar també en l'editorial xilena Quimantú, on va codirigir la revista Onda.

## Biografia
En 1963 Mattelart va finalitzar la seva diplomatura en Literatura comparada en la universitat Sorbona de París. Juntament amb la seva parella Armand Mattelart s'estableix a Santiago de Xile el mateix any. Ella conta que volia conèixer de prop el que es deia en aquest moment el "Tercer món", motivada, entre altres pels escrits autobiogràfics del metge i filòsof Albert Schweitzer. Després col·laborar temporalment com a professora en una escola pertanyent a l'Alliance française a Santiago, va començar a fer classes de literatura francesa a l'Institut Pedagògic de la Universitat Catòlica de Xile (PUC). En aquesta època comença el seu reconegut estudi La mujer chilena en una nueva sociedad. És un dels primers estudis empírics a Xile dedicat a la situació de les dones de classes populars.
A partir del 1966, Mattelart s'integra permanentment com a investigadora a Centro de Estudios de la Realidad Nacional de la PUC, un dels nous instituts creats pel rector Fernando Castillo Velasco després dels protestes estudiantils que reclamaven una major participació en les organitzacions. Juntament amb la sociòloga argentina Mabel Pichini i Armand Mattelart va començar a desenvolupar un nou marc analític per a estudiar els discursos de la premsa xilena, sobretot del periòdic El Mercurio i altres productes de la seva editorial. Després de la victòria electoral en les eleccions presidencials de Salvador Allende el 1970, Mattelart es va integrar com a col·laboradora de l'Editora de l'Estat Quimantú on, entre altres funcions, va treballar en la redacció de la revista juvenil Onda, proposant nous temes socials, culturals i polítics. Una cosa transversal a aquestes activitats ha estat el seu interès en els diferents públics mediàtics com a actors actius de la comunicació.
Després del cop d'estat en 1973, Mattelart va tornar a França on continua ensenyant i investigant en diverses universitats i en el Centre Nacional de la Recerca Científica (CNRS). El 1981 va coordinar la Divisió per al Desenvolupament Cultural de la UNESCO.

## Reconeixements
En 2015, Mattelart i el seu espòs van rebre un homenatge durant la VIII edició de la Trobada Internacional d'Investigadors i Estudiosos de la Comunicació i la Informació (ICOM) a l'Havana (Cuba).

## Obres
- 1968 – La mujer chilena en una nueva sociedad: un estudio exploratorio acerca de la situación e imagen de la mujer en Chile. Con Armand Mattelart. Editorial del Pacífico. Santiago de Chile.
- 1981 – Medios de comunicación en tiempos de crisis (Edición Española). Con Armand Mattelart. Siglo XXI Editores. México. ISBN 978-9682317248.
- 1987 – Women, Media and Crisis: Femininity and Disorder. Marion Boyars. Londres. ISBN 978-0906890967.
- 1988 – El Carnaval de las Imágenes. La ficción brasileña. Con Armand Mattelart. Ediciones Akal. Madrid. ISBN 978-8476003411.
- 2000 – Pensar sobre los medios. Con Armand Mattelart. LOM Ediciones. Santiago de Chile. ISBN 978-9562822770.
- 2010 – Historia de las teorías de la comunicación. Con Armand Mattelart. Paidos Ibérica Ediciones. Madrid. ISBN 978-8449318054.